# Mary Howitt
Mary Howitt, född Botham 12 mars 1799, död 30 januari 1888, var en brittisk författare. Hon var från 1821 gift med författaren William Howitt (1792–1879).
Mary och hennes man William utgav tillsammans en rad litterära arbeten på vers och prosa, börande med The forest minstrels and other poems (1821). Mary Howitt var varmt intresserad av skandinavisk litteratur och översatte Fredrika Bremers romaner och H.C. Andersens sagor. Tillsammans med maken skrev hon även The literature and romance of Nothern Europe (2 band, 1852). Hennes självbiografi utgavs i två band av dottern 1889.